# علي بن محمد بن جديد
علي بن محمد بن جديد (المتوفى 620 هـ) إمام وعالم ومحدث من أشراف حضرموت. كان له صيت واسع في عصره، وظهرت شهرته في الأقطار والأقاليم؛ لأنه كان كثير الأسفار والرحيل إلى الجهات والآفاق، إلى الهند والعراق والحجاز واليمن وتهامة. أقام في اليمن للتدريس والانتفاع واشتهر هناك، وقصده الناس من أنحاء اليمن للأخذ عنه في علم الحديث، وعرف عند أهلها باسم «الشريف أبو جديد». وهو الذي ذهب إلى العراق وأراد تأكيد نسب العلويين.

## نسبه
علي بن محمد بن أحمد بن جديد بن علي بن محمد بن جديد بن عبيد الله بن أحمد المهاجر بن عيسى بن محمد النقيب بن علي العريضي بن جعفر الصادق بن محمد الباقر بن علي زين العابدين بن الحسين السبط بن علي بن أبي طالب، وعلي زوج فاطمة بنت محمد ﷺ.
فهو الحفيد 16 لرسول الله محمد ﷺ في سلسلة نسبه.

## مولده ونشأته
ولد بتريم في حضرموت، وحفظ القرآن الكريم كما حفظ عدة متون في فنون العلم ثم اشتغل بتحصيل العلوم الشرعية والعربية. ثم بعد أن تحقق في العلوم توجه نحو اليمن والحجاز وأخذ عن علماء عديدين، كما صحب كثيرا من العارفين، ورحل إلى الشام والعراق حتى اجتمع له من الروايات سماعا وقراءة ما يفوق الحصر، وبلغ عدد شيوخه نحو الألف، وبهم بلغ رتبة الاجتهاد وتفرد بعلو الإسناد.

## شيوخه
وأجازه بالإفتاء والتدريس جماعة من مشايخه منهم:
| - سالم بن فضل | - محمد بن إسماعيل ابن أبي الصيف | - إبراهيم بن أحمد القريضي | - مدافع بن أحمد المعيني |

## تلاميذه
وأخذ الناس عنه أخذا كثيرا، فممن أخذ عنه:
| - محمد بن علي باعلوي - محمد بن إسماعيل الحضرمي | - محمد بن مسعود السفالي - أبو بكر بن محمد بن ناصر الحميري | - أحمد بن محمد الجنيد - حسن بن راشد | - محمد بن إبراهيم الفشلي - عمرو بن علي التباعي |

## أعماله
كان أكثر اعتنائه بنشر علم الحديث وتحقيقه، ويذكر أنه أول من حذف السند في الحديث وإن اشتهر غيره في بعض الأقطار بأنه أول من حذفه. حيث كان المحدثون حين يلقون أحاديث رسول الله ﷺ يسندونها عن أشياخهم حتى يصلوا بها إلى الرسول، ولكن الشريف أبو جديد حذف السند اختصارًا وكتب: عن رسول الله ﷺ، وتبعه العلماء المصنفون في ذلك وارتضوا فعله. وقد خرّج أحاديث كثيرة وجمع أربعين حديثا في فضائل الأعمال كما ألّف كتبا أخر.

### دوره في إثبات نسب العلويين
كانت حضرموت في القرون الماضية تحت تأثير الإباضية وكان بينهم وبين أهل السنة عداء تقليدي، حيث تظافرت جهودهم من الداخل والخارج على إيذاء الصالحين والعلماء من أهل السنة، واستندوا إلى الغزاة الخارجيين أمثال عثمان الزنجبيلي وعمر بن مهدي في ذلك. وبلغ العداء من أحد ولاتهم إلى درجة محاولة الطعن في أنساب العلويين رغمًا عن صراحتها، فضغط عليهم وكلفهم بإثباتها بالطريقة القضائية. عند ذلك قام أبو جديد بالذهاب إلى العراق وأشهد هناك على النسب وأثبته عند أئمة البصرة وقضاتها، وأشهد على ذلك مئة شاهد من الحجاج العراقيين في ذلك العام، فشهدوا بمكة ورقب على شهادتهم الحجاج الحضارم تلك السنة، وأتى بالإثباتات الشرعية إلى حضرموت سنة 591 هـ، فقام أئمة وعلماء حضرموت بدورهم بتأكيدها ولم يعرف منهم مخالف. وتعتبر هذه الطريقة في إثبات النسب هي الأولى من نوعها إذ كان الناس يكتفون في ثبوت الأنساب بالتواتر الذي عليه العمدة في أنساب كل القبائل.

## رحلاته
سار من بلدة تريم بعد ما تحقق في العلوم سنة 592 هـ، مع أنها في ذلك الوقت معمورة بكثرة الأئمة والمشايخ، وذهب للقاء العلماء بالحجاز وغيرها من الأقطار، وأقام بمكة وحدّث بالكتب السنة، وقد حاول الاستيطان بمكة لولا أن أخاه عبد الله توفي بتريم سنة 608 هـ فكتب له أعيان تريم يحرضونه على العود، ومنهم محمد ابن أبي الحب إذ كتب له رسالته المشهورة في الأدب الحضرمي، فعاد ابن جديد إلى وطنه يحمل معه مكتبته الحافلة الجامعة، فدرّس وأسمع وأفاد وألحق الأحفاد بالأجداد.
ثم رحل نحو اليمن ومكث في جبال وتهائم اليمن أعواما مديدة، وقصده الطلبة لأخذ عنه والاستفادة منه. وقدم عدن فأدرك القاضي إبراهيم بن أحمد القريضي وأخذ عنه كتاب «المستصفى في سند المصطفى». وعزم هو وأخوه عبد الملك إلى داخل اليمن للأخذ من الشيخ مدافع بن أحمد المعيني. فقصدا موطنه بلدة الوحيز فأقاما عنده أياما ثم زوجهما بابنتيه وسكنا بعد ذلك بذي هزيم، وقد لازما الشيخ مدافعا وألبسهما الخرقة وقرآ عليه كتبا كثيرة، ثم توفي أخاه عبد الملك بقرية الوحيز سنة 614 هـ.
ثم جرى له ولشيخه مدافع مع الملك المسعود الأيوبي [الإنجليزية] ما جرى، وأمر بالقبض على الشيخ مدافع وصهره أبو جديد وذلك في رمضان سنة 617 هـ، وحبسهما في حصن تعز، ولبثا فيه إلى سلخ ربيع الأول ثم أنزلا إلى عدن وأرسلا إلى الهند، وأقاما ببندر دابول [الإنجليزية] من أرض الهند نحو شهرين، وحصل لهما هناك جاه عظيم. ثم سافرا للعودة إلى اليمن في رمضان سنة 618 هـ ودخلا مدينة ظفار (وتسمى صلالة الآن)، فأقاما فيها ثمانية عشر يوما، وتوفي الشيخ مدافع بها وقبره بها مشهور. ثم رجع أبو جديد إلى اليمن وقصد مدينة زبيد، ثم رحل إلى المهجم فأقام بقرية المرجف من أعمال سردد مدة يدرّس فيها ثم سار إلى مكة وتوفي بها.

## وفاته
أقام بمكة المكرمة آخر عمره وتصدى لنشر العلم وانتفع به طلابه، ولم يزل كذلك حتى توفي سنة 620 هـ.

### استشهادات
1. ↑  الجندي، محمد بن يوسف (1416 هـ). السلوك في طبقات العلماء والملوك (PDF). صنعاء، اليمن: مكتبة الإرشاد. ج. الجزء الثاني. ص. 135. مؤرشف من الأصل (PDF) في 26 أغسطس 2021. {{استشهاد بكتاب}}: تحقق من التاريخ في: |تاريخ= (مساعدة)
2. ↑  الرسولي، الملك الأفضل (1425 هـ). العطايا السنية والمواهب الهنية في المناقب اليمنية (PDF). صنعاء، اليمن: وزارة الثقافة والسياحة. ص. 460. {{استشهاد بكتاب}}: تحقق من التاريخ في: |تاريخ= (مساعدة)
3. ↑  بامخرمة، الطيب بن عبد الله (1411 هـ). تاريخ ثغر عدن. القاهرة، مصر: مكتبة مدبولي. ج. الجزء الثاني. ص. 157. {{استشهاد بكتاب}}: تحقق من التاريخ في: |تاريخ= (مساعدة)
4. ↑  خرد، محمد بن علي (2002). غرر البهاء الضوي ودرر الجمال البديع البهي. القاهرة، مصر: المكتبة الأزهرية للتراث. ص. 154، 466.
5. ↑  الأهدل، حسين بن عبد الرحمن. تحفة الزمن في تاريخ سادات اليمن. أبوظبي، الإمارات العربية المتحدة: المجمع الثقافي. ج. الجزء الأول. ص. 459.
6. ↑  الشامي، أحمد بن محمد (1407 هـ). تاريخ اليمن الفكري في العصر العباسي. بيروت، لبنان: دار النفائس. ج. الجزء الثالث. ص. 286. {{استشهاد بكتاب}}: تحقق من التاريخ في: |تاريخ= (مساعدة)
7. ↑  باحنان، محمد بن علي (1420 هـ). جواهر تاريخ الأحقاف (PDF). جدة، السعودية: دار المنهاج. ص. 401. {{استشهاد بكتاب}}: تحقق من التاريخ في: |تاريخ= (مساعدة)
8. ↑  الشاطري، محمد بن أحمد (1415 هـ). أدوار التاريخ الحضرمي. المدينة المنورة، المملكة العربية السعودية: دار المهاجر. ج. الجزء الأول. ص. 206. {{استشهاد بكتاب}}: تحقق من التاريخ في: |تاريخ= (مساعدة)
9. ↑  شنبل، أحمد بن عبد الله (1424 هـ). تاريخ شنبل. صنعاء، اليمن: مكتبة صنعاء الأثرية. ص. 57. {{استشهاد بكتاب}}: تحقق من التاريخ في: |تاريخ= (مساعدة)
10. ↑  الفاسي، محمد بن أحمد (1419 هـ). العقد الثمين في تاريخ البلد الأمين (PDF). بيروت، لبنان: دار الكتب العلمية. ج. الجزء الخامس. ص. 304. {{استشهاد بكتاب}}: تحقق من التاريخ في: |تاريخ= (مساعدة)
11. ↑  الشلي، محمد بن أبي بكر (1402 هـ). المشرع الروي في مناقب السادة الكرام آل أبي علوي (PDF) (ط. الثانية). ج. الجزء الثاني. ص. 508. مؤرشف من الأصل (PDF) في 4 ديسمبر 2020. {{استشهاد بكتاب}}: تحقق من التاريخ في: |تاريخ= (مساعدة)
12. ↑  الخزرجي، علي بن حسن (1430 هـ). العقد الفاخر الحسن في طبقات أكابر أهل اليمن. صنعاء، اليمن: مكتبة الجيل الجديد. ج. الجزء الثالث. ص. 1486. {{استشهاد بكتاب}}: تحقق من التاريخ في: |تاريخ= (مساعدة)
13. ↑  بامخرمة، الطيب بن عبد الله (1428 هـ). قلادة النحر في وفيات أعيان الدهر (PDF). جدة، السعودية: دار المنهاج. ج. الجزء الخامس. ص. 78. {{استشهاد بكتاب}}: تحقق من التاريخ في: |تاريخ= (مساعدة)
14. ↑  الحبشي، أحمد بن زين. شرح العينية. سنغافورة: مطبعة كرجاي المحدودة. ص. 140.